# 潘雲峰
潘雲峰（英語：Sebastian Poon Wan Fung，1979年5月30日—），藝名糖兄，與黃山怡（Kandy、糖妹）組成香港二人歌唱組合糖兄妹（Sugar Club），糖兄擔任吉他手。

## 簡歷
潘雲峰簽約維高文化前，做電腦繪圖和開班教結他，經朋友介紹認識主音黃山怡（糖妹）。2007年二人決定組成組合「糖兄妹」，潘取名糖兄，黃取名糖妹。及後，他們獲得機會成為旺角朗豪坊商場每星期的駐場表演單位，持續至2010年12月。
2008年時，在一次朗豪坊的演出中，其歌曲和表現被維高文化及蘇打綠經理人監製林暐哲賞識，同年簽約維高文化。其後獲機會參與香港和台灣的大型音樂節，包括台灣著名的《春天吶喊音樂節》。2009年開始製作專輯，在台灣錄製了第一張唱片，跟多位經驗豐富的著名音樂人合作，獲得指導及幫助。
在糖兄妹于2014年1月推出的EP《动起来》中，糖兄初次全盘担任编曲及监制。
2022年，糖兄與維高文化的合約完結。

## 作品
- 糖兄妹 - 原創歌曲
- 糖兄妹 - 別煩著我（作曲、作詞）
- 陳柏宇 - 時機（作曲、作詞）
- 林威辰 - 學習大個（作曲）
- 張敬軒 - 笑忘書（與馮翰銘共同編曲）
- Zarahn - 重新啟動（作詞）
- 張衛健 - 不想追（作曲及作詞）、工作狂（作曲）
- 劉浩龍 - 很久沒見（作曲及作詞）
- EGN(糖兄舊樂團) - Night Call（作曲及作詞）
- 洪 - 郵差送信純熟迅速（作曲）
- 吳若希 - 沒結果（作曲、作詞）
- 蔡立兒 - 信號（作曲、編曲）
- 黃淑蔓 - 天陰，間中有陽光（編曲）
- 黃淑蔓 - 光引致疼痛（作曲、編曲）
- J.Arie - 風雨花（編曲、監製）
- 達哥   - 硬戰三國（作曲、作詞、監製）
- 徐加晴 - 未來未（編曲、監製）
- 鄭伊健 - 遇怪魔我識得變大個（作曲、編曲、監製）
- CY陳宗澤 - 如果我是超人（作曲、編曲、監製）
- Monochrome - 月不落之國（作曲、編曲、監製）

## 電影配樂
- 濟公之神龍再現
- 濟公之降龍有悔
- 好漢3條半
- 極品閨蜜
- 毛俠
- 深宵閃避球
- I SWIM (配樂協助) VIU TV 劇集

## 演出[2]

### 舞台劇
- 2012年6月：劇場．再遇系列 三角關係《勁金歌曲》音樂劇場（四度公演）

糖兄為客席伴奏

### 電視劇
- 無綫電視翡翠台－《你們我們他們：單元八》（2011年2月16日；糖兄 飾 球證）
- 香港電台－《燃眉時刻之破地獄》（2014年4月12日）
- ViuTV－《社內相親》（2023年） 飾 湯興

### 電影
- 狂舞派

## 配音
- 《藍精靈》（為食鬼）
- 《藍精靈2》（大嚿）
- 仁愛堂動畫《甜心格格》

## 感情生活
2011年12月，糖兄于糖兄妹首个大型演唱会“糖兄妹跑出天际游乐园演唱会”上向女友Miu求婚成功。2013年4月3日，潘雲峰與拍拖8年的女友Miu（繆家明）在尖沙咀The One空中花園舉行結婚酒會。